# Кливлендский метрополитен
Кливлендский метрополитен — система линий метрополитена и легкого метро в Кливленде (США), принадлежащая компании RTA. Метрополитен состоит из трех линий — Красная линия (линия метрополитена), Синяя и Зеленая линии (легкое метро).
Эти три линии соединяют Тауэр Сити Центр в центре Кливленда со старым Кливлендским терминалом.
От станции Тауэр-сити до станции Восточная 55-я три линии имеют одинаковые маршруты и общие остановки. Общие остановки имеют платформы разной высоты для того, чтобы принимать два типа составов (обычного и лёгкого метро).

## Линии

### Красная линия
Красная линия является линией обычного (тяжёлого) метро. Строилась в период с 1955 по 1968 год. Линия соединяет международный аэропорт Кливленда, юго-западные пригороды с северо-востоком города и Кейсовским университетом через центр (Тауэр-сити).

### Синяя и Зелёная линии
Синяя и Зелёная линии были построены в период с 1919 по 1936 год, как отдельные линии, замыкающиеся на центре города, и линии, проходящие по центральным частям улиц.
Являются линиями лёгкого метро.
В общей сложности имеют 35 станций, из них только по 11 относится только к одной из линий.
9 станций оборудованы специально для инвалидов.

## Оплата проезда
По состоянию на 7 января 2008 года стоимость проездного билета в один конец составляет $1,75. Карту на пять поездок можно приобрести за $8,75. Проездной на весь день, позволяющий совершать неограниченное количество поездок на метро, а также на автобусах RTA, стоит $4 (для детей стоимость составляет $1,75). Также существуют проездные на неделю и месяц — они являются льготными для лиц пожилого и пенсионного возраста, а также для людей с ограниченными возможностями.